# Władysław Krzyżanowski (malarz)
Władysław Krzyżanowski (Krzyżanowski-Dębno) (ur. 28 lutego 1889 we Lwowie, zm. 1973 w Edynburgu) – major piechoty Wojska Polskiego, artysta malarz, od 1945 tworzący na emigracji.

## Życiorys

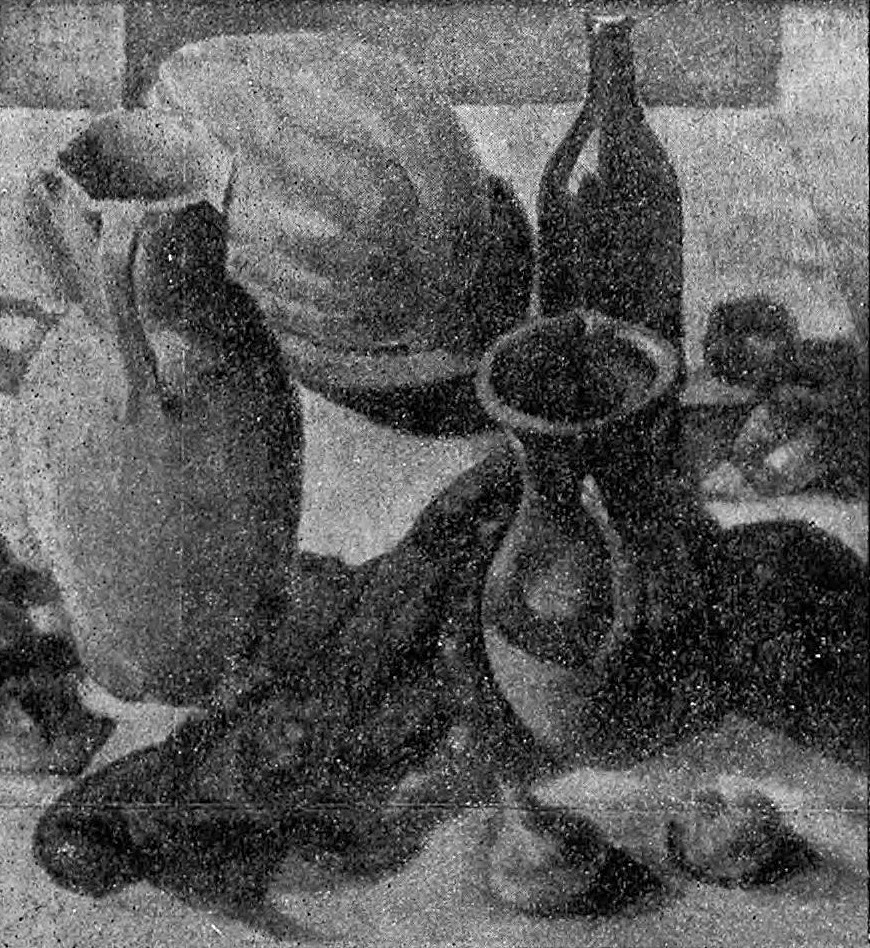
Obraz Martwa natura

Studiował na krakowskiej Akademii Sztuk Pięknych w pracowni Józefa Pankiewicza, a następnie w Paryżu. 
W czasie I wojny światowej walczył w szeregach cesarskiej i królewskiej Armii. Jego oddziałem macierzystym był c. i k. Pułk Piechoty Nr 30. Na stopień porucznika został mianowany ze starszeństwem z 1 stycznia 1916, a na stopień nadporucznika ze starszeństwem z 1 lutego 1918 w korpusie oficerów rezerwy piechoty.
Pełnił służbę w 35 Pułku Piechoty w Łukowie . 3 maja 1922 został zweryfikowany w stopniu majora ze starszeństwem z 1 czerwca 1919 i 500. lokatą w korpusie oficerów piechoty. W lipcu tego roku został zatwierdzony na stanowisku dowódcy batalionu. W następnym roku był dowódcą I batalionu. W lutym 1924 został przeniesiony do 54 Pułku Piechoty w Tarnopolu na stanowisko dowódcy batalionu sztabowego. W tym samym roku, w związku z likwidacją baonu sztabowego, został wyznaczony na stanowisko kwatermistrza, a później przesunięty na stanowisko dowódcy I batalionu. Następnie został przydzielony do Korpusu Kadetów Nr 1 we Lwowie. Uczył rysunków we wszystkich klasach, w wymiarze 20 godzin tygodniowo oraz kierował gabinetem rysunkowym. 23 grudnia 1927 został przeniesiony do kadry oficerów piechoty z pozostawieniem na dotychczas zajmowanym stanowisku. W marcu 1929 został zwolniony z zajmowanego stanowiska i oddany do dyspozycji dowódcy Okręgu Korpusu Nr VI, a z dniem 31 sierpnia tego roku przeniesiony w stan spoczynku.
W 1934, jako oficer stanu spoczynku pozostawał w ewidencji Powiatowej Komendy Uzupełnień Lwów Miasto. Posiadał przydział do Oficerskiej Kadry Okręgowej Nr VI. Był wówczas „przewidziany do użycia w czasie wojny”. Mieszkał we Lwowie przy ul. Teatyńskiej 35 m. 7.
W rodzinnym Lwowie założył grupę artystyczną Zespół. Brał aktywny udział w życiu artystycznym Lwowa i Krakowa, każdego roku wielokrotnie brał udział w wystawach. Należał do Cechu Artystów Jednoróg oraz ugrupowań Awangarda i Nowa Generacja. Podczas II wojny światowej opuścił kraj, znalazł się w Wielkiej Brytanii skąd w 1945 nie powrócił do ojczyzny. Zmarł w Edynburgu w 1973 w wielu 84 lat.
Władysław Krzyżanowski tworząc martwe natury i pejzaże nawiązywał do twórczości Cezanne’a i francuskich postimpresjonistów. Jego twórczość charakteryzuje dobór ciepłych barw, kontrasty kolorów i chropowata faktura, którą uzyskiwał używając szpachli.

## Ordery i odznaczenia
- Krzyż Walecznych (dwukrotnie)[17][18]
- Brązowy Medal Zasługi Wojskowej Signum Laudis z mieczami na wstążce Krzyża Zasługi Wojskowej (Austro-Węgry)[19]
- Brązowy Medal Waleczności (Austro-Węgry)[19]

15 marca 1937 Komitet Krzyża i Medalu Niepodległości odrzucił wniosek o nadanie mu tego odznaczenia „z powodu braku pracy niepodległościowej”.